# Loterie de Noël

Billets de loterie de Noël en 2020.

La Loterie de Noël (en espagnol Sorteo de Navidad ou Gordo de Navidad) est la loterie organisée tous les ans en Espagne depuis 1812. Le tirage de ce jeu très populaire a lieu le 22 décembre et l'organisation est gérée par la Loterías y Apuestas del Estado. Le nom « Sorteo de Navidad » fut utilisé pour la première fois en 1892.
Considérée par les Espagnols comme la tradition inaugurale des fêtes de fin d'année, c'est la plus grande loterie en termes de taux de participation en Espagne, où elle constitue chaque année un évènement majeur, chaque association de quartier, club de sport, entreprise, famille, achetant puis revendant des billets, ce qui leur permet d'engranger quelques bénéfices et de contribuer au succès de la manifestation.
Le système est assez complexe, en raison de la multiplicité des formats de vente. Un billet (billete) correspond à un numéro à 5 chiffres, compris entre 00000 et 99999. Chaque billet est émis physiquement en plusieurs planches (ou « séries ») d'une valeur de 200 euros. Chaque planche est composée de 10 sous-billets détachables (dits décimos), portant tous le même numéro, d'une valeur de 20 euros chacun. Ce format du « dixième de billet » est le format le plus communément acheté ; il permet d'obtenir 10 % du gain annoncé pour la série lors du tirage. En outre, certaines associations, cafés, bars, clubs, etc. achètent plusieurs séries ou plusieurs « dixièmes » et les revendent sous la forme de participations, d'un montant généralement de 2 euros (permettant donc d'obtenir 1 % du gain de la série), imprimées par leurs soins.
Le nombre de billets et de séries chaque année :
- en 2004 il y avait 66 000 nombres (billets) en 195 séries ;
- en 2005, 85 000 nombres (billets) en 170 séries ;
- en 2006, 85 000 nombres (billets) en 180 séries ;
- en 2007, 85 000 nombres (billets) en 185 séries;
- en 2020-21, 100 000 nombres (billets) en 172 séries;
- en 2022, 100 000 nombres (billets) en 180 séries;
- en 2023, 100 000 nombres (billets) en 185 séries.

De 2005 à 2010, le gain principal était de 3 000 000 euros pour chaque série du numéro tiré au sort. Ainsi, l'acheteur d'un dixième (format le plus répandu) touche 300 000 euros. Les autres prix sont de 1 000 000 euros, 500 000 euros, 200 000 euros (deux numéros tirés), 50 000 euros (8 numéros tirés) et 1 000 euros (1 714 numéros tirés).
Le gain principal ("el Gordo") est de 4 000 000 euros depuis 2011.
Cette loterie se caractérise par sa forte implantation sociale et locale. Les billets sont vendus dans les centres de loterie agréés de chaque ville et donc, lorsqu'un numéro est tiré et touche un prix, il est fort probable que les personnes l'ayant acheté vivent dans le même quartier ou travaillent dans la même entreprise, etc. À titre d'exemple, le premier prix de 2006 a correspondu à un billet (180 séries) entièrement vendu par un centre de loterie de Vic, en Catalogne. Cette ville a environ 30 000 habitants. Or 1 800 personnes de cette ville auront acheté un dixième de billet gagnant et donc touché 300 000 euros chacune.
Selon la presse espagnole, 98 % des Espagnols participent à la loterie, n'achetant parfois qu'un centième de billet. Mais en moyenne, le montant dépensé par joueur se situait à environ 69€ en 2022 et 66€ en 2021.
Seulement deux numéros ont emporté plus d'une fois le gros lot : le numéro 15 640 (en 1956 et 1978) et le 20 297 (en 1903 et 2006).
En 2012, 180 séries de 100 000 billets (de 00000 à 99999) de 200 € chaque ont été émis pour un total de 3,6 milliards d'euros. Si tous les billets sont vendus, les prix distribués seront de 2,52 milliards (70 % du prix du billet, les 30% restant étant collecté par l'Etat).
Voici la structure des prix pour une série unique :
| Quantité                  | Prix                      | Description                                                                       | Total           |
| ------------------------- | ------------------------- | --------------------------------------------------------------------------------- | --------------- |
| 1                         | 4 000 000 €               | El Gordo (Premier Prix)                                                           | 4 000 000 €     |
| 1                         | 1 250 000 €               | Second Prix                                                                       | 1 250 000 €     |
| 1                         | 500 000 €                 | Troisième Prix                                                                    | 500 000 €       |
| 2                         | 200 000 €                 | Quatrième Prix                                                                    | 400 000 €       |
| 8                         | 60 000 €                  | Cinquième Prix                                                                    | 480 000 €       |
| 1 794                     | 1 000 €                   | La Pedrea                                                                         | 1 794 000 €     |
| 2                         | 20 000 €                  | Les deux tirages avant et après le Premier Prix (approximations)                  | 40 000 €        |
| 2                         | 12 500 €                  | Les deux tirages avant et après le Second Prix(approximations)                    | 25 000 €        |
| 2                         | 9 600 €                   | Les deux tirages avant et après le Troisième Prix (approximations)                | 19 200 €        |
| 99                        | 1 000 €                   | Les 99 tirages avec la même centaine que le Premier Prix                          | 99 000 €        |
| 99                        | 1 000 €                   | Les 99 tirages avec la même centaine que le Second Prix                           | 99 000 €        |
| 99                        | 1 000 €                   | Les 99 tirages avec la même centaine que le Troisième Prix                        | 99 000 €        |
| 198                       | 1 000 €                   | Les 99 tirages avec la même centaine que le Quatrième Prix                        | 198 000 €       |
| 999                       | 1 000 €                   | Les 99 tirages avec les mêmes deux derniers numéros que le Premier Prix           | 999 000 €       |
| 999                       | 1 000 €                   | Les 99 tirages avec les mêmes deux derniers numéros que le Seconde Prix           | 999 000 €       |
| 999                       | 1 000 €                   | Les 99 tirages avec les mêmes deux derniers numéros que le Troisième Prix         | 999 000 €       |
| 9,999                     | 200 €                     | Les 9,999 tirages avec le même dernier numéro que le Premier Prix (remboursement) | 1 999 800 €     |
|                           |                           |                                                                                   |                 |
| Total par série           | Total par série           | Total par série                                                                   | 14 000 000 €    |
| Total pour les 180 séries | Total pour les 180 séries | Total pour les 180 séries                                                         | 2 520 000 000 € |